# 中堀海都
中堀 海都（なかほり かいと、1989年9月14日 - ）は、日本の作曲家。本名は中堀 克成（なかほり かつなり）。アメリカ合衆国のニューヨークを拠点としている。

## 経歴
1989年に千葉県浦安市に生まれる。日本と中国のハーフで国籍は日本。中学2年の頃に作曲やピアノ、ギターなどの楽器を独学で始めている。
2005年に進学校の海城中学校を卒業し、同年に同高等学校を中退。カナダへ高校留学し、現地の友人らとメタルなどのバンド音楽に熱中する。2007年に日本に帰国している。
2012年東邦音楽大学音楽学部音楽学科作曲専攻を首席で卒業後、サンフランシスコ音楽院修士課程作曲科に奨学金給費生として留学し、2014年に修士号を取得する。
2012年12月、木山光と発案した「亜円プロジェクト」を主導し、四度の演奏会を主催した。また富士山と三保の松原とのコラボレーションを企画し、2014年7月から10月まで裾野市立富士山資料館の特別展示にて彼の作品の楽譜、音源が展示されており、2014年9月には三保の松原の羽衣ホテルにおいて笙演奏家の宮田まゆみらによって富士と三保をテーマにした作品が世界初演されている。
2013年11月、イタリアのローマ日本文化会館にてピアノ曲が招待作品として高橋アキによってヨーロッパ初演され、現地のシンポジウムにて英語での日本の音楽に関するスピーチを行っている。このピアノ曲の『Hidden Instincts』は、2012年の大田区民ホールにて高橋アキに献呈され、世界初演されている。
2014年6月初めにニューヨークへ拠点を移す。ハイダオ・アンサンブル(Hai-Dao Ensemble)を組織し、芸術監督に就任。
2014年6月25日に中国深圳市の新聞「晶報」からインタビューを受け、「中日ハーフの若手天才作曲家」として新聞、インターネットに取り上げられる。
2015年5月29日、国際連合本部にて"Music For Peace"と題した個展演奏会を開き、自作品の『富士山の頂』を指揮している。
2015年8月、コンポーザー・イン・レジデンスを務めたクヘミア・アンサンブルと南米ツアーを敢行。アルゼンチンのコルドバ国立大学のオーディトリウム、コルドバ国営ラジオのホール、コロンビア国立大学のOlav Rootsホールにて、ソプラノと室内楽のための『Zero Ⅰ』が演奏されている。また両大学の学生を対象に、作曲のマスタークラスを開いている。同作品は2016年6月、ブライアン・M・イスラエル賞を受賞。
2016年7月、音楽を担当した映画「海の彼方」が台北映画賞（台北映画祭）のドキュメンタリー部門にノミネートされた。
2017年3月、ゲーテ・インスティトゥート委嘱の篳篥と弦楽四重奏のための『螢火』が、統営国際音楽祭にて世界初演された。同年の9月には、武生国際音楽祭にて招待作曲家を務める。委嘱作品の尺八のための『名月』などが演奏された。。
2018年2月、ロゼッタ・アンサンブルの作品公募審査員及びゲストコンポーザーに就任。委嘱作品の室内楽『砂紋』が京都芸術センターにて世界初演された。
2019年3月、日本・ハンガリー国交樹立150周年記念演奏会にて、東京文化会館とオカムラカンパニー委嘱の室内楽『二つの異なる絵』が、自身の指揮によって世界初演された。
2019年8月、ドイツのインプロンタ・アンサンブル作曲コンクールにて、クラリネットと弦楽四重奏のための『八重山ヒルギ』が148作品の応募の中から第一位を受賞。ブダペストでの受賞コンサートでヨーロッパ初演された。
2020年9月、オペラ『零（ゼロ）』（平田オリザ作・演出）が、豊岡演劇祭2020にて自身の指揮によって世界初演された。
2021年8月、ロワイヨモン財団委嘱のソプラノとチェロとエレクトロニクス（32台のスピーカー+IRCAM Spat）のための『無数の井戸』が、フランスのロワイヨモン修道院にて世界初演された。
2022年9月、武生国際音楽祭委嘱の弦楽四重奏曲「深淵」が、アルディッティ弦楽四重奏団によって世界初演された。また、音楽祭の作曲ワークショップの講師として講義などを担当した。

## 作風
武満徹の影響を受けて、クラシック、現代音楽、日本の伝統音楽の要素を用いている。自然や精神世界を作曲のテーマとしており、霞みがかった音響と捉えどころのない時間感覚は、独特の世界観を作り出している。
- 音楽評論家のHarry Rolnick氏は、箏と室内楽のための《太鼓橋》を「雅楽の静的で霞がかった感覚が作品の中に存在し、中堀氏の欠損のない楽器の音の混ぜ方によって没入していく落ち着きを聴く者に与える」と評価している[17]。

## 主要作品

### 上演作品
- 無数の井戸（2021年、フランス国立音響音楽研究所製作協力、ロワイヨモン財団委嘱）
- 零（2020年、台本:平田オリザ、豊岡演劇祭委嘱)

### 管弦楽
- 自画像（2017年）
- 仙郷への誘い（いざない）（2010年、第一回洗足現代音楽作曲コンクール・洗足賞、指揮:増井信貴）

### 室内楽
- 深淵（アビス）（2022年、アルディッティ・カルテットに献呈、武生国際音楽祭委嘱）
- 雨の帳（2022年、マンドリンオーケストラ・ギルド委嘱）
- 二つの異なる絵（2018年、東京文化会館委嘱、日本・ハンガリー国交樹立150周年記念）
- 砂紋（2018年、京都芸術センター・ロゼッタ・アンサンブル委嘱）
- 螢火（2017年、ゲーテ・インスティトゥート委嘱、統営国際音楽祭）
- 禅と弓道 - 集中（2015年、ボストン古楽音楽祭-BEMF）
- Zero Ⅰ （2015年、クヘミア・アンサンブル南米ツアー、2016年ブライアン・イスラエル賞受賞作品）
- 太鼓橋（2014年、ハイダオ・アンサンブルデビュー公演、ニューヨーク・マーキンホール及び、ボストン・ジョーダンホール）
- 雪嶺（2014年、羽衣ホテル遠藤まゆみ氏、笙演奏家の宮田まゆみ氏に献呈）
- 八重山ヒルギ（2014年、インプロンタ・アンサンブル作曲コンクール第一位）
- Hyle α - melancholy（2014年、上野信一委嘱、Sala Radioホール、ルーマニア）

### 独奏曲
- 名月（2017年、武生国際音楽祭委嘱）
- Hidden instincts（2012年、ピアニスト高橋アキ氏に献呈、大田区民ホール）
- it can't be helped...（2011年、橋爪皓佐より委嘱、ブリュッセル王立音楽院オーディトリアム）

### 歌曲
- 水のいろ （2010年、第9回弘前桜の園作曲コンクール一般の部第3位）

### エレクトーン
- Suigetsu(水月) for electone and electronics

### 映画音楽
- 海の彼方（2016年、台北映画祭・台北映画賞ドキュメンタリー部門ノミネート）